# Oscar Wilde (traghetto)
L'Oscar Wilde è un traghetto di proprietà della P&O Ferries ed in servizio per Irish Ferries.

## Servizio
Varato l'8 giugno 2006 nel cantiere navale STX Europe di Rauma con il nome di Spirit of Britain e consegnato il 5 gennaio 2011 alla P&O Ferries, prende servizio a partire dal 21 gennaio sulla Dover-Calais.
Il 24 marzo 2011 viene battezzato dalla madrina Kelly Holmes.
Dal 28 dicembre 2011 al 5 gennaio 2012 viene sottoposto a lavori di manutenzione dello scafo.
Nell'estate del 2012 viene ripetutamente posto fuori servizio in seguito ad un problema alle eliche.
Nel 2019 issa bandiera cipriota durante i lavori di manutenzione nel cantiere navale Blohm+Voss di Amburgo.
Il 17 marzo 2022, poco dopo la partenza, venne ordinato al traghetto di fare ritorno in porto. Giunto in porto, la compagnia comunicò la decisione di licenziare tutti i marittimi britannici, in favore di un equipaggio composto da marittimi stranieri a salari più bassi. 
Il 15 maggio 2024 viene noleggiato a scafo nudo alla Irish Ferries e ribattezzato Oscar Wilde, continuando tuttavia ad operare tra Dover e Calais.
Dal 7 al 17 gennaio 2025 viene sottoposto a lavori di manutenzione nel cantiere navale Cammel Laird di Birkenhead. Dal 19 gennaio torna in servizio nei collegamenti tra Dover e Calais.

## Navi gemelle
- Spirit of France